# ペリョ・ビルバオ
ペリョ・ビルバオ（Pello Bilbao、1990年2月25日 - ）は、スペイン、バスク州ビスカヤ県ゲルニカ出身の自転車競技選手。「ペッロ・ビルバオ」とも表記される。

## 経歴
2011年
エウスカルテル・エウスカディにてプロキャリアスタート。
2014年
チーム解散によりカハ・ルラル＝セグロス RGAに移籍。
2017年
アスタナ・プロチームに移籍。
2018年
ツアー・オブ・ジ・アルプス第1ステージにて区間優勝。続くジロ・デ・イタリアではエースのミゲル・アンヘル・ロペスをアシストしながら総合6位の成績を収めた。
クリテリウム・デュ・ドーフィネ第6ステージにて区間優勝、自身初のワールドツアーでの勝利を獲得した。
2019年
ジロ・デ・イタリア第7ステージで逃げ切り勝利を収めると、第20ステージでも登りスプリントを制して大会2勝目を挙げた。
2020年
バーレーン・マクラーレンに移籍。

## 主な戦績

### 2014年
- クラシカ・プリマベーラ　優勝

### 2015年
- ブエルタ・ア・アンダルシア　山岳賞
- ブエルタ・ア・カスティーリャ・イ・レオン　ポイント賞（第1ステージ優勝）
- ツアー・オブ・ターキー　区間優勝（第6ステージ）
- ツール・ド・ ボース　総合優勝

### 2016年
- ツアー・オブ・ターキー　区間優勝（第2ステージ）

### 2018年
- ツアー・オブ・ジ・アルプス　区間優勝（第1ステージ）
- クリテリウム・デュ・ドーフィネ　区間優勝（第6ステージ）

### 2019年
- ブエルタ・ア・ムルシア　区間優勝（第1ステージ）
- ジロ・デ・イタリア 区間優勝（第7,20ステージ）

### 2020年
- スペイン選手権　個人タイムトライアル 優勝

### 2021年
- ツアー・オブ・ジ・アルプス 区間優勝（第4ステージ）

### 2022年
- イツリア・バスク・カントリー 区間優勝（第3ステージ）
- ツアー・オブ・ジ・アルプス 区間優勝（第2ステージ）
- ドイツ・ツアー  山岳賞（第4ステージ優勝）

### 2023年
- ツアー・ダウンアンダー 区間優勝（第3ステージ）
- ツール・ド・フランス 区間優勝（第10ステージ）